# Metin2
Metin2 è un videogioco MMORPG del 2004, sviluppato e pubblicato dalla società sudcoreana YMIR per Microsoft Windows. Nel 2007 il gioco è stato commercializzato anche in Europa, Stati Uniti e Singapore.
Nei suoi primi anni dalla pubblicazione ha avuto un notevole successo commerciale, sia in Oriente che in Occidente, tanto che nel 2009 erano registrati al sito più di 5 milioni di persone. Nel 2011, grazie ai 7 milioni di account attivi contemporaneamente, il gioco ha superato il record europeo di World of Warcraft.

## Trama
La trama si evolve in un mondo di fantasia in stile estremo oriente. L'impatto delle Rocce, chiamate Metin, ha gettato presto l'intero mondo nel caos più oscuro, in una guerra perenne tra i tre regni, oltre che ad attacchi continui di animali feroci e mostri delle più varie specie e genere. Impegno basilare per tutti i giocatori è quello di combattere strenuamente contro l'influsso malefico dei Metin.
Inizialmente il giocatore deve completare le varie missioni che gli vengono assegnate da alcuni PNG (personaggio non giocante) allo scopo di recuperare oggetti o uccidere animali che diventano sempre più mostruosi e pericolosi, fino a quando, il giocatore, non inizia ad avere la possibilità di distruggere le famigerate rocce Metin: al loro interno si trovano preziosi oggetti utili al giocatore.
I tre Regni ricordano i paesaggi tipici orientali: Shinsoo è dedito principalmente al commercio; Chunjo è il regno spirituale; Jinno è il regno militare; la zona centrale è neutrale.

## Modalità di gioco
In Metin2 si fa un uso coordinato del mouse e della tastiera per l'utilizzo delle abilità speciali e degli attacchi di base, nonché per il controllo della telecamera, che può andare da un campo lungo a un primissimo piano (sempre in terza persona). Il gioco inizia con la creazione del personaggio e la scelta del regno al cui interno il giocatore inizierà a combattere.
Il personaggio, per crescere di livello, deve accumulare punti di esperienza uccidendo mostri nelle missioni di caccia, vincendo combattimenti e portando a buon termine le missioni assegnate. Ad ogni bolla di esperienza piena si possono accrescere gli status: vitalità, forza, intelligenza e destrezza. Ogni classe può scegliere, a partire dal livello 5, una tra le due dottrine proposte.
È possibile anche unirsi ad una gilda già esistente o crearne una nuova a partire dal livello 40. Il capogilda può comprare un terreno dove costruire la fornace (necessaria a raffinare i minerali), un fabbro a scelta tra armaiolo, fabbricante d'armature e gioielliere ed edifici minori.
Il passaggio tra il primo e secondo villaggio si effettua tramite teletrasporto attraversando un grande portale del tutto simile ad uno stargate. I giocatori si possono temporaneamente alleare tra loro e dare avvio a grandi battute di caccia contro i mob: in questo caso i punti d'esperienza vengono suddivisi automaticamente tra i membri del gruppo.
A partire dal livello 25, dopo un cospicuo pagamento di yang (la moneta corrente dei tre regni) è possibile sposarsi ed avviare così una relazione con un altro utente, il che agevola la coppia nei diversi ambiti del gioco (acquisto d'esperienza, spostamenti etc.). Inoltre, è possibile utilizzare per i propri spostamenti un cavallo, indispensabile per viaggi più lunghi.
Si ha a disposizione un magazzino (espandibile tramite Item Shop).
Si può lottare anche tra giocatori, sia del proprio che dei regni rivali: tramite duelli singoli (a partire dal livello 15) e tramite vere e proprie guerre tra gilde.
Il giocatore di Metin deve scegliere un personaggio che può appartenere a 5 classi, variabili per potenza e metodo di combattimento: Guerriero, Ninja, Sciamano, Sura (ex-guerrieri che sono entrati in possesso di forze magiche facendo un patto con le potenze demoniache) e Lican. Sono disponibili di entrambi i sessi. Due personaggi di sesso opposto, sposandosi vengono ad acquisire determinati vantaggi, oltre alla capacità di teletrasportarsi l'uno accanto all'altro ovunque si trovino.
Fin dall'inizio del gioco vengono automaticamente affidate al personaggio varie missioni; oltre a queste si possono eseguire le missioni dei libri appositi. Le ricompense possono essere denaro, punti esperienza e/o oggetti rari.

## Colonna sonora
Il gioco conta almeno 20 tracce, ma le più famose sono Enter The East, Mountain Of Death, Monkey Temple e The Reign of Terror, tutte provenienti da un album registrato dal cantante coreano Jung Jun Hyuck nel 2006.